# Wake Up Dead Tour
Wake Up Dead Tour fue un tour realizado por la banda de thrash metal Megadeth, que iba desde el 7 de enero de 1986 hasta el 20 de junio de 1987.

## Historia
Fue la gira en donde Megadeth promocionó su álbum de Peace Sells... But Who's Buying? la gira se desarrolló en 130 conciertos y se dividió en 3 etapas en los Estados Unidos, Europa y Asia fue la única gira que fue realizada en su totalidad con la formación original: Dave Mustaine (Guitarra y Voz), David Ellefson (Bajo), Chris Poland (Guitarra) y Gar Samuelson (Batería).

## Fechas
| Fecha                   | Ciudad           | País           | Lugar                               |
| Norteamérica            | Norteamérica     | Norteamérica   | Norteamérica                        |
| ----------------------- | ---------------- | -------------- | ----------------------------------- |
| 7 de enero de 1986      | Milwaukee        | Estados Unidos | Palms Club                          |
| 8 de enero de 1986      | Chicago          | Estados Unidos | Metro                               |
| 10 de enero de 1986     | Detroit          | Estados Unidos | The Traxx                           |
| 17 de enero de 1986     | New Haven        | Estados Unidos | The Keg House                       |
| 18 de enero de 1986     | Nueva York       | Estados Unidos | Irving Plaza                        |
| 29 de enero de 1986     | Denver           | Estados Unidos | McNichols Sports Arena              |
| 21 de febrero de 1986   | Míchigan         | Estados Unidos | The Mosquito Club                   |
| 28 de febrero de 1986   | Los Ángeles      | Estados Unidos | Balboa Theater                      |
| 21 de marzo de 1986     | Santa Mónica     | Estados Unidos | Santa Monica Civic Auditorium       |
| 25 de marzo de 1986     | Palo Alto        | Estados Unidos | Keystone                            |
| 26 de marzo de 1986     | San Francisco    | Estados Unidos | The Stone                           |
| 12 de junio de 1986     | Phoenix          | Estados Unidos | The Mason Jar                       |
| 14 de junio de 1986     | Sacramento       | Estados Unidos | El Dorado                           |
| 285 de junio de 1986    | California       | Estados Unidos | Country Club                        |
| 14 de julio de 1986     | Brooklyn         | Estados Unidos | L'Amour                             |
| 17 de julio de 1986     | Hartford         | Estados Unidos | West Hartford Agora Ballroom        |
| 18 de julio de 1986     | Brooklyn         | Estados Unidos | L'Amour                             |
| 19 de julio de 1986     | Brooklyn         | Estados Unidos | L'Amour                             |
| 22 de julio de 1986     | Quebec           | Canadá         | Roxanne's Night Club                |
| 23 de julio de 1986     | Quebec City      | Canadá         | Pavillon de la Jeunesse             |
| 25 de julio de 1986     | Kitchener        | Canadá         | Coronet                             |
| 26 de julio de 1986     | Detroit          | Estados Unidos | Blondies                            |
| 27 de julio de 1986     | Cincinnati       | Estados Unidos | Bogart's                            |
| 28 de julio de 1986     | Cleveland        | Estados Unidos | Peabody's Concert Club              |
| 30 de julio de 1986     | Wisconsin        | Estados Unidos | Eagles Club                         |
| 31 de julio de 1986     | Milwaukee        | Estados Unidos | The Underground                     |
| 1 de agosto de 1986     | Chicago          | Estados Unidos | The Metro                           |
| 3 de agosto de 1986     | Minneapolis      | Estados Unidos | First Avenue                        |
| 5 de agosto de 1986     | Denver           | Estados Unidos | —                                   |
| 8 de agosto de 1986     | Seattle          | Estados Unidos | The Moore Theatre                   |
| 9 de agosto de 1986     | Portland         | Estados Unidos | Starry Night                        |
| 11 de agosto de 1986    | San Francisco    | Estados Unidos | The Stone                           |
| 12 de agosto de 1986    | San Francisco    | Estados Unidos | The Stone                           |
| 13 de agosto de 1986    | California       | Estados Unidos | El Dorado Saloon                    |
| 10 de octubre de 1986   | Oakland          | Estados Unidos | Henry J. Kaiser Convention Center   |
| 11 de octubre de 1986   | Santa Mónica     | Estados Unidos | Santa Monica Civic Auditorium       |
| 12 de octubre de 1986   | San Bernardino   | Estados Unidos | Orange Show Pavilion                |
| 14 de octubre de 1986   | Portland         | Estados Unidos | Pine Street Theatre                 |
| 16 de octubre de 1986   | San Francisco    | Estados Unidos | The Stone                           |
| 24 de octubre de 1986   | Kansas City      | Estados Unidos | Uptown Theater                      |
| 27 de octubre de 1986   | Milwaukee        | Estados Unidos | Eagles Club                         |
| 28 de octubre de 1986   | Misuri           | Estados Unidos | Token Lounge                        |
| 29 de octubre de 1986   | Detroit          | Estados Unidos | Blondies                            |
| 30 de octubre de 1986   | Columbus         | Estados Unidos | Marigold                            |
| 31 de octubre de 1986   | Pensilvania      | Estados Unidos | Bridget's Place                     |
| 1 de noviembre de 1986  | Cleveland        | Estados Unidos | Shadow's Night Club                 |
| 2 de noviembre de 1986  | Rochester        | Estados Unidos | Playpen North                       |
| 6 de noviembre de 1986  | Boston           | Estados Unidos | The Channel                         |
| 7 de noviembre de 1986  | Hartford         | Estados Unidos | West Hartford Agora Ballroom        |
| 12 de noviembre de 1986 | Richmond         | Estados Unidos | —                                   |
| 14 de noviembre de 1986 | Syracuse         | Estados Unidos | The Lost Horizon                    |
| 18 de noviembre de 1986 | Brooklyn         | Estados Unidos | L'Amour                             |
| 19 de noviembre de 1986 | Worcester        | Estados Unidos | The Centrum                         |
| 22 de noviembre de 1986 | Dallas           | Estados Unidos | Longhorn Ballroom                   |
| 25 de noviembre de 1986 | Houston          | Estados Unidos | Cardi's                             |
| 26 de noviembre de 1986 | Austin           | Estados Unidos | Liberty Lunch                       |
| 27 de noviembre de 1986 | San Antonio      | Estados Unidos | Majestic Theatre                    |
| 28 de noviembre de 1986 | McAllen          | Estados Unidos | La Villa Real Special Events Center |
| 4 de diciembre de 1986  | Encinitas        | Estados Unidos | La Paloma Theatre                   |
| 5 de diciembre de 1986  | Long Beach       | Estados Unidos | Fender's Ballroom                   |
| 8 de diciembre de 1986  | Sacramento       | Estados Unidos | El Dorado                           |
| 27 de enero de 1987     | Oakland          | Estados Unidos | Henry J. Kaiser Convention Center   |
| 28 de enero de 1987     | Bakersfield      | Estados Unidos | Bakersfield Civic Auditorium        |
| 29 de enero de 1987     | Las Vegas        | Estados Unidos | Thomas & Mack Center                |
| 31 de enero de 1987     | Phoenix          | Estados Unidos | Arizona Veterans Memorial Coliseum  |
| 1 de febrero de 1987    | San Diego        | Estados Unidos | San Diego Sports Arena              |
| 4 de febrero de 1987    | Tulsa            | Estados Unidos | Brady Theater                       |
| 5 de febrero de 1987    | Kansas City      | Estados Unidos | Kemper Arena                        |
| 6 de febrero de 1987    | Des Moines       | Estados Unidos | Veterans Memorial Auditorium        |
| 7 de febrero de 1987    | St. Paul         | Estados Unidos | Roy Wilkins Auditorium              |
| 8 de febrero de 1987    | St. Louis        | Estados Unidos | Kiel Auditorium                     |
| 10 de febrero de 1987   | Milwaukee        | Estados Unidos | Mecca Arena                         |
| 12 de febrero de 1987   | Chicago          | Estados Unidos | UIC Pavilion                        |
| 13 de febrero de 1987   | Detroit          | Estados Unidos | Joe Louis Arena                     |
| 14 de febrero de 1987   | Cedar Rapids     | Estados Unidos | Five Seasons Center                 |
| 15 de febrero de 1987   | Carbondale       | Estados Unidos | S.I.U. Arena                        |
| 16 de febrero de 1987   | Pittsburgh       | Estados Unidos | Syria Mosque                        |
| 17 de febrero de 1987   | Pensilvania      | Estados Unidos | Hersheypark Arena                   |
| 19 de febrero de 1987   | Providence       | Estados Unidos | Providence Civic Center             |
| 20 de febrero de 1987   | Poughkeepsie     | Estados Unidos | Mid-Hudson Civic Center             |
| 21 de febrero de 1987   | New York         | Estados Unidos | The Ritz                            |
| 23 de febrero de 1987   | Washington       | Estados Unidos | The Bayou                           |
| 24 de febrero de 1987   | Baltimore        | Estados Unidos | Channel One                         |
| 26 de febrero de 1987   | Toronto          | Canadá         | Maple Leaf Gardens                  |
| Europa                  |                  |                |                                     |
| 28 de febrero de 1987   | Londres          | Inglaterra     | Hammersmith Odeon                   |
| 8 de marzo de 1987      | Ámsterdam        | Países Bajos   | Paradiso                            |
| 10 de marzo de 1987     | Hamburgo         | Alemania       | Markthalle                          |
| 11 de marzo de 1987     | Bochum           | Alemania       | Zeche                               |
| 12 de marzo de 1987     | Frankfurt        | Alemania       | Volksbildungsheim                   |
| 13 de marzo de 1987     | Düsseldorf       | Alemania       | Tor 3                               |
| 15 de marzo de 1987     | París            | Francia        | New Morning                         |
| Norteamérica            |                  |                |                                     |
| 21 de marzo de 1987     | Long Beach       | Estados Unidos | Long Beach Arena                    |
| Asia                    |                  |                |                                     |
| 2 de abril de 1987      | Tokio            | Japón          | Shibuya Kokaido                     |
| 3 de abril de 1987      | Tokio            | Japón          | Shibuya Kokaido                     |
| 4 de abril de 1987      | Nagoya, Aichi    | Japón          | Koseinenkin Kaikan                  |
| 6 de abril de 1987      | Osaka            | Japón          | Koseinenkin Kaikan                  |
| Norteamérica            |                  |                |                                     |
| 8 de mayo de 1987       | San Francisco    | Estados Unidos | The Stone                           |
| 11 de mayo de 1987      | Phoenix          | Estados Unidos | Celebrity Theatre                   |
| 15 de mayo de 1987      | Tampa            | Estados Unidos | Fort Homer Hesterly Armory          |
| 16 de mayo de 1987      | Miami            | Estados Unidos | Cameo Theater                       |
| 17 de mayo de 1987      | Miami            | Estados Unidos | Cameo Theater                       |
| 19 de mayo de 1987      | Carolina del Sur | Estados Unidos | Charleston Elementary School        |
| 20 de mayo de 1987      | Atlanta          | Estados Unidos | Metroplex                           |
| 21 de mayo de 1987      | Atlanta          | Estados Unidos | Metroplex                           |
| 22 de mayo de 1987      | Raleigh          | Estados Unidos | The Pier                            |
| 23 de mayo de 1987      | Norfolk          | Estados Unidos | The Boathouse                       |
| 25 de mayo de 1987      | Washington D. C. | Estados Unidos | The Bayou                           |
| 26 de mayo de 1987      | Washington D. C. | Estados Unidos | The Bayou                           |
| 27 de mayo de 1987      | Providence       | Estados Unidos | The Living Room                     |
| 28 de mayo de 1987      | Nueva York       | Estados Unidos | Colonie Coliseum                    |
| 30 de mayo de 1987      | Brooklyn         | Estados Unidos | L'Amour                             |
| 31 de mayo de 1987      | Pensilvania      | Estados Unidos | Trocadero Theatre                   |
| 2 de junio de 1987      | Pensilvania      | Estados Unidos | City Limits                         |
| 3 de junio de 1987      | Ohio             | Estados Unidos | Phantasy Theatre                    |
| 4 de junio de 1987      | Detroit          | Estados Unidos | Harpo's                             |
| 5 de junio de 1987      | Chicago          | Estados Unidos | Aragon Ballroom                     |
| 6 de junio de 1987      | Milwaukee        | Estados Unidos | Eagles Club                         |
| 7 de junio de 1987      | Minneapolis      | Estados Unidos | Colonie Coliseum                    |
| 9 de junio de 1987      | Denver           | Estados Unidos | Norman's Place                      |
| 10 de junio de 1987     | Salt Lake City   | Estados Unidos | Horticulture Building               |
| 12 de junio de 1987     | Santa Mónica     | Estados Unidos | Santa Monica Civic Auditorium       |
| 13 de junio de 1987     | San Diego        | Estados Unidos | —                                   |
| 14 de junio de 1987     | California       | Estados Unidos | El Dorado Saloon                    |
| 15 de junio de 1987     | San Francisco    | Estados Unidos | The Stone                           |
| 16 de junio de 1987     | San Francisco    | Estados Unidos | The Stone                           |
| 17 de junio de 1987     | San José         | Estados Unidos | Stage Coach Inn                     |
| 19 de junio de 1987     | Honolulu         | Estados Unidos | Queen Theater                       |
| 20 de junio de 1987     | Honolulu         | Estados Unidos | Queen Theater                       |

## Canciones tocadas durante la gira
De  Killing Is My Business... And Business Is Good!:
- "Last Rites/Loved to Deth"
- "Rattlehead"
- "Killing Is My Business... And Business Is Good"
- "Skull Beneath the Skin"
- "Chosen Ones"
- "Looking Down the Cross"
- "These Boots"
- "Mechanix""

De  Peace Sells... But Who's Buying?:
- "Wake Up Dead"
- "The Conjuring"
- "Bad Omen"
- "My Last Words"
- "Peace Sells"
- "Devil's Island"
- "Good Mourning/Black Friday"

De  So Far, So Good... So What!:
- "Mary Jane"

## Personal
- Dave Mustaine: Guitarra, Voz
- Chris Poland: Guitarra
- David Ellefson: Bajo, Coros
- Gar Samuelson: Batería

## Páginas externas
- Wed Oficial

- Datos: Q28037148